# 冕雀
冕雀（学名：Melanochlora sultanea）为山雀科冕雀属下的唯一鸟类，俗名黄冠叶鸟。分布于印度半岛、中南半岛、印尼以及中国大陆的福建、海南、广西、云南等地，主要生活于海拔1000米以下的热带雨林以及在乔木或灌丛间。该物种的模式产地在尼泊尔。

## 亚种
- 冕雀海南亚种（学名：Melanochlora sultanea flavocristata）。在中国大陆，分布于海南等地。该物种的模式产地在印度尼西亚苏门答腊。[3]
- 冕雀华南亚种（学名：Melanochlora sultanea seorsa）。分布于越南、老挝以及中国大陆的福建、广西、海南等地。该物种的模式产地在福建南平。[4]
- 冕雀指名亚种（学名：Melanochlora sultanea sultanea）。分布于尼泊尔、印度、缅甸、泰国以及中国大陆的云南等地。该物种的模式产地在尼泊尔。[5]